# リングワールドの玉座
『リングワールドの玉座』（リングワールドのぎょくざ、The Ringworld Throne ）は、1996年にラリー・ニーヴンが発表したSF小説。「ノウンスペース」シリーズのうち、リングワールドを舞台とした3番目の作品である。日本語訳版は小隅黎が翻訳、早川書房より出版。
この作品の舞台は前作『リングワールドふたたび』（The Ringworld Engineers ）の結末でルイス・ウーと「至後者（ハインドモースト）」がリングワールドの軌道を安定させてから約11年後である。全体は2つの物語に分かれており、結末で一挙に合流する。前半は主にリングワールド各地から集結した様々な亜人類たちを描いている。彼らは自分たちを食糧源としてきた吸血鬼（ヴァンパイア）たちとの戦いを繰り広げる。
後半はルイス・ウーの冒険の続きが描かれている。リングワールドを救うために多くの亜人類を犠牲にした（と思い込んでいる）彼は罪の意識から高度医療を拒否し、老化と病気に蝕まれてしまっていた。しかし「至後者（ハインドモースト）」からそれほど大量の亜人類が死に絶えたわけではないこと、そしてリングワールドに新たな危機が迫っていることを知らされ、「至後者」のもとに戻って治療を受けるのである。新たな仲間としてハミイーの息子である「侍者（アコライト）」というクジン人も登場する。しかし彼らは吸血鬼のプロテクターに捕らえられることになる。
話はリングワールドの外壁（リム）にいるプロテクターと、リングワールドの防御システムを掌握しているプロテクターとの覇権争いへとつながってゆく。本章ではルイス、「至後者（ハインドモースト）」、「侍者（アコライト）」は傍観者といった立場になっており、プロテクターたちがほとんど主役であるかのような内容となっている。